# Alchemilla crebridens
Alchemilla crebridens är en rosväxtart som beskrevs av Sergei Vasilievich Juzepczuk. Alchemilla crebridens ingår i släktet daggkåpor, och familjen rosväxter. Inga underarter finns listade i Catalogue of Life.